# Ратови звезда: Ратови клонова (филм)
Ратови звезда: Ратови клонова (енгл. Star Wars: The Clone Wars) амерички је рачунарски-анимирани епски свемирско-оперски филм из 2008. године, редитеља Дејва Филонија, продуцента Lucasfilm Ltd.-а и дистрибутера Warner Bros. Pictures-а. Представља први потпуно анимирани филм у франшизи Ратови звезда и одвија се убрзо након филма Епизода II – Напад клонова, на почетку насловних Ратова клонова. У филму, гроф Дуку и ујак Џабе Хат, Зиро, оркестрирају план да се Џаба окрене против Галактичке Републике укривљавањем Џедаја за отмицу његовог сина. Док Анакин Скајвокер и његов новоодређени шегрт, Асока Тано, покушавају да врате дете његовом оцу, Оби-Ван Кеноби и Падме Амидала воде одвојене истраге како би открили Дукову и Зирову заверу.
Премијера филма била је 10. августа 2008. године у Grauman’s Egyptian Theatre-у, коју је пет дана касније пратило шире издање. Филм је издат 2. октобра 2008. године у Србији, дистрибутера Tuck Vision-а. Добио је углавном негативне критике за своју причу, анимацију, дијалог, акционе секвенце и одлуку да се пилот епизода изда као дугометражни филм. Филм служи као стражњи пилот истоимене телевизијске серије која је премијерно емитована два месеца након издања филма на Cartoon Network-у.

## Радња
Током прве године Ратова клонова, џедај витез, Анакин Скајвокер, и његов бивши учитељ, Оби-Ван Кеноби, предводе мали батаљон војника републичких клонова против Сепаратистичке армије дроида грофа Дукуа на планети Кристофсис. Чекајући појачање, двојица џедаја поздрављају шатл који носи младог џедаја падавана по имену Асока Тано, која инсистира да ју је велемајстор Јода одредио да служи као Анакинов ученик уместо Оби-Вановог, како се у почетку веровало. Анакин нерадо прихвата Асоку као свог ученика и њих двоје успевају да деактивирају енергетско поље сепаратиста, док Оби-Ван одуговлачи команданта војске дроида, дозвољавајући победу Републике. Асока заслужује Анакиново поштовање.
Након битке, стиже Јода и обавештава џедаје да је киднапован син гангстера, Џабе Хата, Рот. Отмицу је осмислио Дукуов зли учитељ сита, Дарт Сидијус, који се нада да ће окривити џедаје за Ротову отмицу како би натерао Џабу да се удружи са сепаратистима и подстакне анти-џедај сентимент из Хатова. Анакин и Асока имају задатак да поврате Хатлета, док је Оби-Ван послан у Татуин да преговара са Џабом о потенцијалном споразуму између Хатова и Републике. Анакин и Асока прате отмичара и Рота до планете Тет, где их заседају сепаратистичке снаге предвођене убицом грофа Дукуа и мрачним џедајем, Асаж Вентрес. Џедаји успевају да избегну замку заједно са R2-D2-ом и отму запуштени превоз којим путују до Татуина. Оби-Ван, упозорен од стране Анакина, стиже на Тет и савладава Вентрес у двобоју светлосним мачем. Иако успева да побегне, зна да није успела.
У међувремену, Анакинова тајна супруга, сенаторка Падме Амидала, сазнаје за мисију свог супруга и страхује за његову безбедност. Одлучује да контактира Џабиног ујака, Зира, на Корусанту. Хат одбија сарадњу, очигледно верујући да су за ту ситуацију одговорни џедаји. Упркос забринутости канцелара Палпатина за њену безбедност, Падме путује на Татуин. Међутим, убрзо открива да се Зиро заправо договорио с Дукуом да убије Рота, како би Џаба заузврат убио Анакина и Асоку, а Веће џедаја га привело, што ће Зиру омогућити да преузме власт над кланом Хат. Падме је заробљена, али јој случајни позив C-3PO-а омогућава да позове ескадрилу клонова, а Зиро је ухапшен, упркос томе што је открио да му је Дуку претио да ће га погубити ако не сарађује са завером.
По доласку на Татуин, стража Магна обори Анакина и Асоку, али преживе. Анакин смишља смицалицу како би се суочио са Дукуом док носи варалицу Рота, остављајући Асоку да одведе правог Рота у Џабину палату. Док се Анакин бори са Дукуом, Асока је у заседи страже Магна, коју побеђује, упркос томе што били тешки противници. Њих двоје безбедно испоручују Рота Џаби, који ипак наређује да се џедаји погубе због њиховог наводног покушаја отмице. Међутим, Падме на време контактира Џабу и открива Зира и одговорност сепаратиста за отмицу. Признајући џедајско херојство и допуштајући Републици да Зиро буде кажњен због његове издаје, Џаба се у знак захвалности слаже с уговором. У међувремену, Дуку пријављује неуспех завере Дарту Сидијусу, који га уверава да им плима рата и даље иде у прилог. Назад у палати, Оби-Ван и Јода преузимају Анакина и Асоку док тема Binary Sunset свита у позадини.

## Улоге
| Улога                            | Оригинални глас       |
| -------------------------------- | --------------------- |
| Анакин Скајвокер                 | Мет Лантер            |
| Асока Тано                       | Ешли Екштајн          |
| Оби-Ван Кеноби                   | Џејмс Арнолд Тејлор   |
| Јода                             | Том Кејн              |
| клоновски војници                | Ди Бредли Бејкер      |
| Гроф Дуку / Дарт Тиранус         | Кристофер Ли          |
| Мејс Винду                       | Самјуел Лирој Џексон  |
|                                  | Ентони Данијелс       |
| Асаж Вентрес                     | Ника Футерман         |
| канцелар Палпатин / Дарт Сидијус | Ијан Аберкромби       |
| Падме Амидала                    | Кетрин Тејбер         |
| Зиро Хат                         | Кори Бартон           |
| Џаба Хат                         | Кевин Мајкл Ричардсон |
| Рота Хатлер                      | Дејвид Акорд          |
| борбени дроиди                   | Метју Вуд             |